# Ashlyn Sanchez
Ashlyn Sanchez (* 27. Juli 1996 in Kalifornien) ist eine US-amerikanische Schauspielerin.

## Leben
Sanchez bekleidete ihre erste Rolle 2003 in einer Episode der Fernsehserie Charmed – Zauberhafte Hexen. Aufsehen erregte sie ein Jahr später mit ihrer Darstellung der Lara in dem Oscar-prämierten Filmdrama L.A. Crash. Seitdem war sie in einigen Fernsehserien und Kinofilmen wie Universal Signs (2008) oder The Happening (2008) zu sehen.

## Filmografie (Auswahl)
- 2003: Charmed – Zauberhafte Hexen (Charmed, Fernsehserie, Episode 6x10)
- 2004: L.A. Crash (Crash)
- 2005: CSI: Vegas (CSI: Crime Scene Investigation, Fernsehserie, Episode 6x07)
- 2005: Alias – Die Agentin (Alias, Fernsehserie, Episode 5x05)
- 2006: Kill Your Darlings
- 2006: The West Wing – Im Zentrum der Macht (The West Wing, Fernsehserie, 3 Episoden)
- 2006: Vanished
- 2006: Marrying God
- 2007: Without a Trace – Spurlos verschwunden (Without a Trace, Fernsehserie, 2 Episoden)
- 2007: Raines
- 2008: Universal Signs
- 2008: The Happening